# Naré
Naré es una localidad argentina ubicada en el departamento San Justo de la provincia de Santa Fe. Se encuentra en el cruce de las rutas provinciales 61 y 2, en cercanías de la unión de los ríos Saladillo Dulce y Amargo. 

## Toponimia
El nombre proviene del cacique de una tribu abipona que poblaba la zona, Naré significa fuego en dicha lengua.

## Historia
En 1887, se conocía la zona con el nombre de Colonia San Antonio, siendo uno de sus propietarios Eduardo Nihoul, quien luego lo vende a Francisco Lorenzatti. El pueblo surgió a partir de la estación del Ferrocarril Santa Fe inaugurada en 1908, pero primero al quejar alejada de la Ruta Nacional 11 y luego la suspensión del servicio de trenes relegaron la economía local. En 1928, el señor Lorenzatti solicitó la creación del pueblo, lo cual fue aprobado el mismo año.

## Población
Cuenta con 493 habitantes (Indec, 2010), lo que representa un descenso frente a los 574 habitantes (Indec, 2001) del censo anterior.
| Gráfica de evolución demográfica de Naré entre 1991 y 2010 |
|                                                            |
| Fuente: Censos nacionales del INDEC                        |